# Klub satelicki
Klub satelicki, zwany też „klubem partnerskim” lub „klubem farmerskim” (ang. farm team) – klub sportowy będący jednostką stowarzyszoną dla klubu nadrzędnego, występującego w wyższej klasie rozgrywkowej.
W praktyce klub satelicki stanowi źródło pozyskiwania graczy dla ośrodka nadrzędnego. Pobyt i gra w klubie satelickim daje możliwość zdobycia doświadczenia sportowego dla młodych zawodników (juniorów), którzy w przyszłości są przewidziani do gry w klubie nadrzędnym. W odniesieniu do innych graczy drużyna może stanowić szansę na odzyskanie dyspozycji fizycznej po przebytej kontuzji. 

## Dyscypliny i rozgrywki
- Baseball: kluby w elitarnych rozgrywkach Major League Baseball (MLB) mają swoje drużyny satelickie w lidze Minor League Baseball.
- Hokej na lodzie: 
  - kluby w elitarnych północnoamerykańskich rozgrywkach National Hockey League (NHL) mają swoje drużyny satelickie w lidze American Hockey League (AHL).
  - kluby w elitarnych rosyjskich rozgrywkach Kontinientalnaja Chokkiejnaja Liga (KHL) mają swoje drużyny satelickie w lidze Wysszaja Chokkiejnaja Liga (WHL),
  - podobny system istnieje w innych rozgrywkach (np. niemiecka liga Deutsche Eishockey Liga (DEL) i 2. Bundesliga.
- Koszykówka: kluby w elitarnych północnoamerykańskich rozgrywkach National Basketball Association (NBA) mają swoje drużyny satelickie w lidze NBA Development League
- Futbol amerykański: dla północnoamerykańskich rozgrywek National Football League (NFL) powstała europejska liga satelicka NFL Europa.
- Wyścigi samochodowe: 
  - niektóre stajnie Formuły 1 mają swoje filie w ramach Serii GP2,
  - podobna zależność występuje w wyścigach NASCAR.
- Kolarstwo: profesjonalne grupy kolarskie na poziomie ProTeam i Professional Continental Team mogą posiadać grupy satelickie.
- Piłka nożna: analogiczne zależności mogą występować w ramach współpracy pomiędzy klubami piłkarskimi.